# Globochthonius poeninus
Espèce
Synonymes
- Chthonius poeninus Mahnert, 1979

Globochthonius poeninus est une espèce de pseudoscorpions de la famille des Chthoniidae.

## Distribution
Cette espèce se rencontre en Suisse et en Allemagne dans le Sud de la Bavière,.

## Description
Le mâle holotype mesure 1,38 mm.
Les mâles mesurent de 1,38 à 1,45 mm et la femelle 1,46 mm.

## Systématique et taxinomie
Cette espèce a été décrite sous le protonyme Chthonius poeninus par Mahnert en 1979 dans le sous-genre Ephippiochthonius. Elle est déplacée dans le sous-genre Globochthonius par Gardini en 2013. Zaragoza en 2017 confirme son appartenance au genre Globochthonius.

## Publication originale
- Mahnert, 1979 : Zwei neue Chthoniiden-Arten aus der Schweiz (Pseudoscorpiones). Revue Suisse de Zoologie, vol. 86, no 2, p. 501-507 (texte intégral).